# 仲地紀仁
仲地 紀仁（なかち きじん、1789年2月3日（乾隆54年1月9日） - 1859年4月7日（咸豊9年3月5日））は、琉球王国の医師。泊村（現・那覇市泊）出身。唐名は松 景愼、童名は松金、号を良翁といい、正式な呼称は仲地親雲上紀仁。
26歳で中国・清の福州へ渡り、3年間内科、眼科を学び、その帰路、薩摩藩に漂着し、外科を学ぶ。1年滞在ののち帰国、すぐ琉球王府勤めの医者となった。
1846年（道光26年）、護国寺滞在中のイギリス人宣教師バーナード・ジャン・ベッテルハイムに出会って牛痘接種法を学び、琉球で初めて行ったとされる。沖縄学学者の金城清松は「琉球の種痘の父」と指摘している。